# 空振

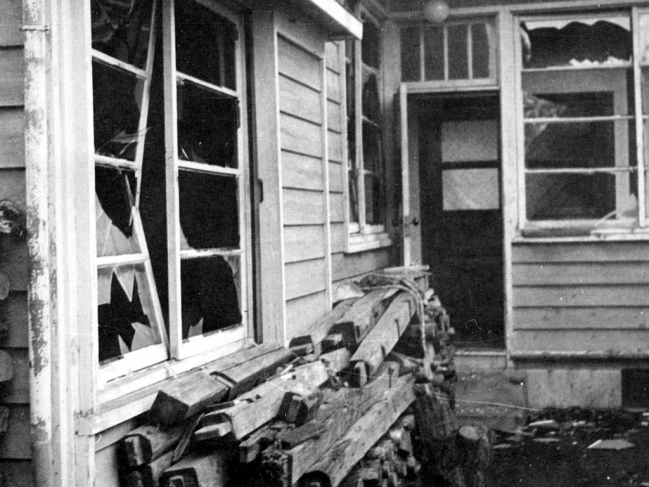
空振による被害の例（浅間山・1950年）

空振（くうしん）は、火山の噴火や、核実験などに伴って発生する、空気中を伝わる空気振動である。圧力波の1種とされる。

## 概要
火山が爆発的な噴火を起こすとき、火口において急激な気圧変化によって、空気の振動が発生し衝撃波となって空気中を伝播する。火口から離れるに従って減衰し音波となるが、瞬間的な低周波音であるため人間の耳で直接聞くことは難しい。空振が通過する際に建物の窓や壁を揺らし、窓ガラスが破損するなどの被害が発生することもある。また、20Hz以上の周波数成分を含み人間の耳に聞こえる振動は爆発音と呼ばれる。
大きな空振は遠く離れた場所で観測されることもあり、1883年のクラカタウの噴火、1980年のセント・ヘレンズ山噴火、1991年のピナトゥボ山噴火による空振は数千km離れた場所でも記録された。また2022年のフンガ・トンガ噴火のように、津波を引き起こす可能性もある。

## 観測
観測は、空振計（低周波マイクロフォン）によって行い、天候不良で火口が見通せない状況でも噴火発生と概略規模を知ることができる。なお、火山周辺では、周期2秒から3秒程度のため微気圧計では観測に適さない。また、発破や超音速飛行を行う航空機はノイズ源となる。気象庁による常時観測火山のほか、大学などの火山観測組織が独自に空振計を設置し観測を行っている。

### 日本での広域観測例
日本国内においては、爆発的な噴火を起こす桜島や浅間山などにおいてしばしば観測されており、1986年の伊豆大島三原山噴火の際には、関東地方の広い区域で人間の感じる空振現象が観測された。2022年のフンガ・トンガ噴火では、最初と地球を1周した空振による2度の気圧変化が観測された。